# JUDGEMENT
『JUDGEMENT』（ジャッジメント）は、2012年公開の日本映画。バイオレンスに定評のある辻岡正人監督によるソリッドシチュエーションスリラー。第1回氷見絆国際映画祭で優秀賞を受賞。『隣人13号』の門肇が脚本を手掛けた。主題歌はものまねタレントであるコロッケの娘、MADOKAが担当した。

## キャスト
- 横川康次
- 堀越のり
- ガッツ石松
- 大嶋宏成
- 池田光正
- 優木麻由
- 大野由加里